# Oureios

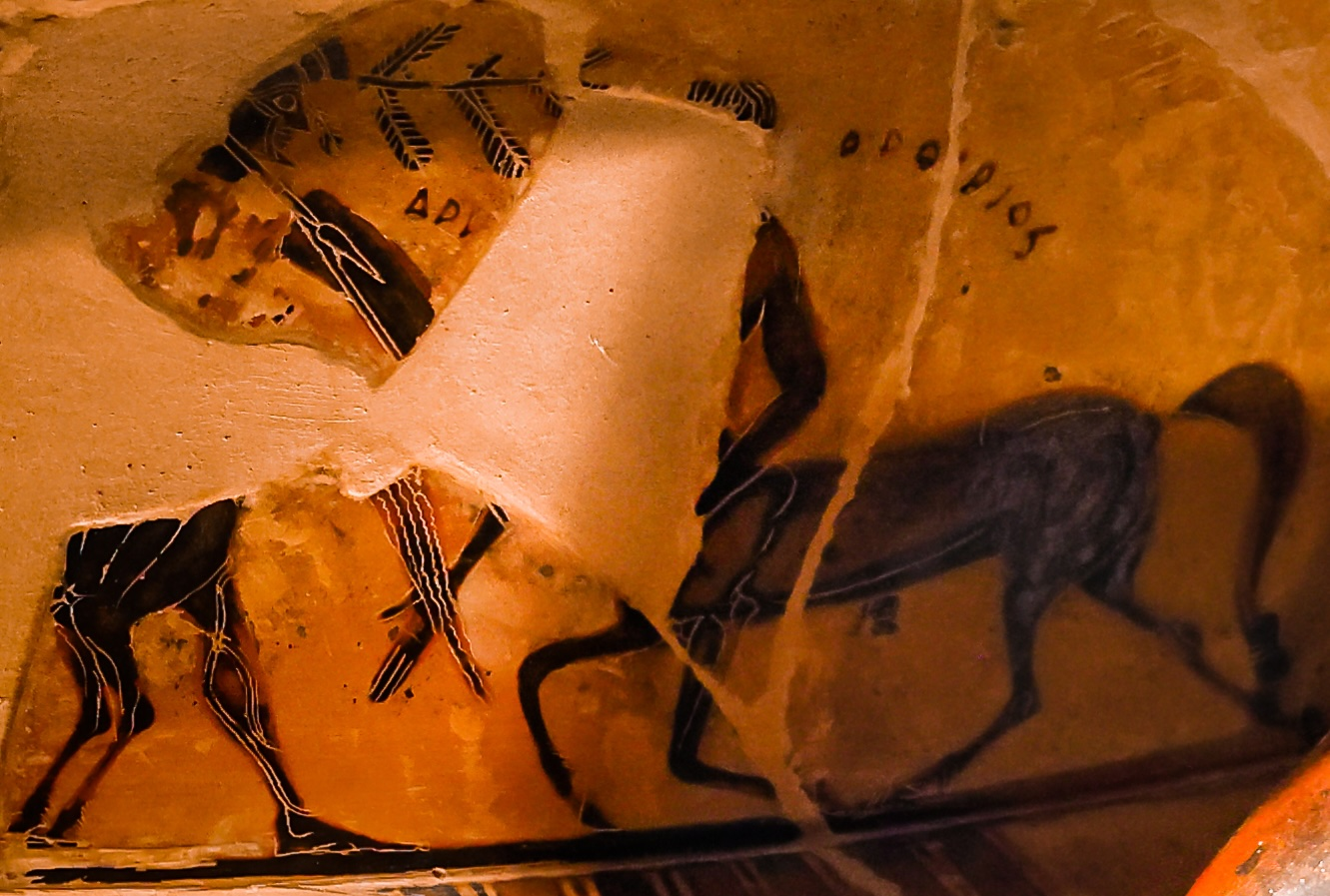
Françoisvase. Rechts: ΟΡΟΣΒΙΟΣ, Ορόσβιος, Oro(s)bios (Oureios?), sinkt zu Boden. Links: der Lapithe ΔΡΥ(ΑΣ), Δρύ(ας), Dry(as) richtet die Lanze auf ihn.

Oureios ist ein Kentaur der griechischen Mythologie. Er kämpft in der Kentauromachie gegen die Lapithen. Erwähnt wird er in Hesiods Epyllion Der Schild des Herakles sowie vermutlich auf der Françoisvase.

## Name
Er kommt vom griechischen Adjektiv οὔρειος, oúreios, der sich im Gebirge aufhält, der vom Gebirge; substantiviert also der „Gebirgsbewohner“; lateinisch und deutsch Oureíos mit abweichender Betonung (Paenultimagesetz). Sprich den Diphthong ου/ou wie ein langes ū und das ei wie das englische a in made. Der etymologische Kern ist ὄρος, óros, Berg, Gebirge, so dass auch die Variante Ὄρειος, Óreios, im Umlauf ist. Es gibt weitere, wie zum Beispiel Hureios (Voß), Hurios (Hartmann), Ureus (Evelyn-White). Der Name Oureios wird nicht auf andere Kentauren übertragen, möglicherweise ist er ein Erfindung Hesiods.
Für Roscher, der nur die Varianten Oureios oder Oreios gelten lässt, gehört der Name zu den naturnahen Kentaurennamen, „in denen eine Anspielung auf den Wohnsitz in Tannen-, Fichten-, Eichen- und Lorbeerwäldern sowie in Gebirgen ... zu erkennen ist.“ Möglicherweise ist er identisch mit dem Oro(s)bios auf der Françoisvase, siehe Bild.

## Mythos
Hesiod (7./6. Jahrhundert v. Chr.) führt ihn in einem Katalog der Kentauren auf, die Françoisvase (6. Jahrhundert v. Chr.) zeigt einen abgewandelten Namen mit Darstellung.

### Françoisvase
Auf der Françoisvase – wenn er es denn sein sollte – sinkt der Kentaur zu Boden. Entweder wurde er getroffen und verwundet, oder er bittet mit ausgestreckten Armen um sein Leben, denn sein Gegner holt gerade zum tödlichen Stoß aus.

### Hesiod
Petraios ist Teil einer Gruppe von sieben Kentauren, die den Zug gegen die Lapithen anführen. Sie sind auf dem Schild in Silber ausgeführt, bewaffnet mit goldenen Tannen und Fichten:
Gégen sie zóg der Kentaúren versámmelte Ménge von dórther

185 úm den gróßen Peträ́os, und Ásbolos, kúndig der Vö́gel,

Árktos, Hureíos (Oureios) zugleích, und den fínsterlóckigen Mímas,

aúch um die zwéen Peukeíden (Fichtenschleuderer), den Drýalos únd Perimédes:

Sílbern sie sélbst, und Tánnen von Góld in den Hä́nden bewégend.
Als vierter setzt er sich mit dem Namen von der „Menge“ ab, aber ohne Epitheton bleibt er in der Aufzählung einer unter vielen, ohne Waffen und Kampfhandlung. Zum mythologischen Zusammenhang, zur literarischen Gestaltung siehe den Artikel Arktos.